# Chlorocyathus monteiroae
Chlorocyathus monteiroae är en oleanderväxtart som beskrevs av Oliver. Chlorocyathus monteiroae ingår i släktet Chlorocyathus och familjen oleanderväxter. Inga underarter finns listade i Catalogue of Life.